# Цемах Шабад
Цемах Шабад (5 лютого 1864, Вільно — 20 січня 1935, Вільнюс) — відомий єврейський лікар, громадський діяч, публіцист і редактор.

## Біографія
Народився і жив у Вільно. Закінчив медичний факультет Московського університету. Навчався в університетах Відня, Гайдельберга і Берліна. Учасник революції 1905 року, був висланий царським урядом. Повернувся до Литви в 1907 році.
Один з активних учасників єврейського громадського руху у Вільно, один із засновників Ідиш фолькспартей. За часів Другої Речі Посполитої був обраний в муніципалітет Вільно (1919 р.) та Польський сейм (1928-30 рр.) від Блоку національностей (українців, євреїв, німців і білорусів Польщі), який отримав 55 місць.
Редактор видання «Фольксгезунд». Жив на вул. Велика Погулянка, д. 16, де був створений Єврейський науковий інститут.
Один з творців світських єврейських загальноосвітніх шкіл «Цемах».
Публікувався у пресі російською, польською та німецькою мовами. Автор книг з медицини і питань міграції людства. Почесний член і віце-президент Медичного суспільства Єврейського наукового інституту (нині Єврейський інститут досліджень).
Дочка — Регіна Вайнрайх, її чоловік — відомий лінгвіст і дослідник їдишу Макс Вайнрайх (1894, Кулдіга — 1969, Нью-Йорк). У доктора було ще два сини — Яків (похований разом з батьком) і ще один син, який проживав в Ленінграді, був арештований і розстріляний в 1937 році. Його дочка Алла Шабад продовжує сімейну традицію — вона дитячий офтальмолог. Онуки — відомий лінгвіст, один із засновників соціолінгвістики Уріель Вайнрайх (1926, Вільнюс — 1967, Нью-Йорк) і фізик Габріель Вайнрайх. Серед його родичів також балерини Майя Плісецька та Анна Павлова.
У 30-х роках йому був поставлений пам'ятник, нині знаходиться в Єврейському музеї.
16 травня 2007 прем'єр-міністром Литви та автором проекту був відкритий пам'ятник роботи скульптора Ромуалдаса Квінтаса на перетині рідної вулиці Цемах Шабада Місінжу і вулиці Діснос, в старому місті Вільнюса. Пам'ятник був встановлений за ініціативою Громадського фонду Литвак (засн. у 2004). Пам'ятник являє собою бронзові фігури доктора в старомодному капелюсі, висотою близько 1 м 70 см і дівчатка з кішкою на руках.

## Цікавинки
Цемаха Шабада вважають прототипом лікаря Айболита повісті Корнія Чуковського, який жив у будинку Цемах Шабада, коли приїжджав до Вільнюса.